# Семь холмов Рима
Семь холмов Рима, Семихолмие (лат. Septimontium) — основа сложения Вечного города и один из его символов.

## Список
1. Авентин (лат. Aventinus; итал. Aventino) — в честь царя Авентина Сильвия либо от «птицы» (aves).
2. Виминал (Viminalis, Viminale) — «ивовый холм»
3. Капитолий (Capitolinus, Capitolino/Campidoglio). Место цитадели, здесь же — Тарпейская скала. От caput — голова, «глава». Ранее — Асилум («Холм бродяг»).
4. Квиринал (Quirinalis, Quirinale). В честь сабинянского бога Квирина. Самый высокий из холмов.
5. Палатин (Palatinus, Palatino). В честь Палес — почитаемой пастушеской богини. Первый из обжитых холмов Рима.
6. Целий (Caelius, Celio) — в честь этруска Целеса Вибенны[англ.]. Ранее — Кверкветулан («дубовый холм»)
7. Эсквилин (Esquilinus, Esquilino). От ех + colere — «загородная часть, пригород». Второй из обжитых холмов Рима. Это плато, оканчивавшееся в западной части двумя языками — Циспием и Оппием.
  1. Циспий (Cispius) — от этрусского слова «Cesp, Cezp» — «восемь», то есть «восьмой (холм)» — латинизированное название одной из вершин Эсквилинского холма. Названия «Cespius, Cispius» упоминаются Варроном.
  2. Оппий. В честь некоего Оппиуса. Его древний участок — Фагутал («буковый холм»).

## Описание
Центр римской системы холмов составляет Палатин (лат. mons Palatinus, 43 м над уровнем Тибра), совершенно изолированный, круто обрывающийся с юга, востока и запада и только к северу постепенно спускающийся (Velia). Его окружают с юга Авентин (лат. mons Aventinus — 39 м; в древности так назывался только холм, круто спускающийся к Тибру, а не весь холм, носящий это имя теперь), с северо-запада Капитолий (лат. mons Capitolinus — 43 м), с севера и северо-востока горные отроги Квиринал (лат. Quirinalis, 48 м), Виминал (лат. Viminalis, 48 м), Циспий (лат. Cispius, 46 м) и Оппий (Oppius, 49 м); последние два объединяются именем Эсквилина (лат. Esquilinus); на юго-востоке лежит Целий (лат. Caelius, 48 м).
Все эти холмы отделены друг от друга глубокими долинами, с крутыми склонами, обыкновенно небольшого размера; только на северо-западе, где Тибр делает глубокое колено, образовалась обширная долина — так называемое Campus Martius (Марсово поле) и Campus Flaminius (Фламиниево поле). С севера эту долину ограничивает изолированный холм, ныне Пинций, в древности collis hortorum (50 м), не входивший в состав древнего города. На правом берегу Тибра возвышается Яникул — изолированный горный кряж (77 м); против Марсового поля он поворачивает к западу, огибая Ватиканский холм (лат. mons Vaticanus).

### Геология
Рим был основан на левом берегу реки Тибра, в 25 км от моря и почти на таком же расстоянии от горного кряжа Апеннин, в долине, спускающейся от Апеннин к морю. Вся эта долина вулканического происхождения, в центре которой расположен альбанский вулкан. Его деятельность прекратилась только тогда, когда равнина Лация (теперь Campagna romana) была уже заселена. Извержения вулканов, когда Лаций был ещё покрыт водой, образовали слой туфа (на 30—40 м глубины), поверх которого наслоились, как результат действия альбанского вулкана, серый sperone (lapis Gabinus) и крапчатый пиперин (lapis piperinus), a также лава. Эти каменные породы служили и служат главным строительным материалом в Риме и окрестностях; особенно употребительна самая дешёвая и непрочная из этих пород — туф; сотни лет Рим почти не знал другого материала для своих монументальных построек; sperone и пиперин пошли в ход только тогда, когда Рим уже начал становиться крупным населённым центром; лава всегда употреблялась для мощения улиц. В период полного расцвета Рима эти породы в монументальных постройках были вытеснены плотным белым известняком из Тибура — травертином (lapis tiburtinus), обязанным своим происхождением отложениям притока Тибра, Анио (ныне Teverone). Вода, стекающая с гор, глубоко изрезала весь Лаций, легко разрушая пористый туф; образовался ряд холмов, разделенных глубокими оврагами с крутыми берегами. На таких холмах и возник Рим.
Пропитанные водой почвы всего Лация и застаивание воды в оврагах между холмами делали местность крайне нездоровой, способствуя постоянным лихорадкам. В Риме сужение русла Тибра там, где он огибает Марсово поле, вело к постоянным наводнениям, затоплявшим не только равнину Марсова поля, но и овраги между холмами. Однако благоприятными для развития города условиями стали: удобство защиты крутых холмов, близость к морю, судоходность реки как между городом и морем, так и между городом и верховьями реки, и соседство с культурной и богатой Этрурией. Самое лучшее понятие об общем строении местности, на которой возник Рим, дают теперешние окрестности города, где форма холмов, строение долин и условия распределения влаги остались теми же, какими они были и в древности. Городская территория подверглась крупным изменениям: уровень долин возвысился, постоянными наслоениями, почти на 10 м; склоны холмов из крутых почти везде стали отлогими; канализация уносит почвенную и дождевую воду; наводнения Тибра, благодаря регулировке его русла, сделались крайне редкими; возник ряд возвышений там, где их не было (например, monte Testaccio, 35 м высоты, к югу от Авентина, состоящий из черепков сосудов, в которых привозились продукты в Риме). О формации местности древнего Рима можно судить также по незаселенным или слабозаселенным местностям около Палатина и Авентина; первому раскопки почти возвратили его древний вид.

## Праздник
У римлян существовал праздник Септимонциум (Семихолмье), однако он был связан с другим перечнем высоких точек города. В него входили Палатин, Велия (между Палатином и вершиной Оппия), Фагутал (западнее Эсквилина), Цермал (часть Палатина), Целий, вершина Оппия и вершина Циспия.

## Прочие холмы Рима
- Ватиканский холм
- Велия (Рим)
- Монте Марио
- Монте Париоли
- Монте Сакро
- Монте Тестаччо
- Пинчо (холм)
- Яникул